# Enamórate (película)

Enamórate (How to deal ) es una película  de Estados Unidos  dirigida por  Clare Kilner en 2003 y protagonizada  por Allison Janney, Peter Gallagher, Trent Ford, Alexandra Holden y Mandy Moore. La película está basada en las novelas That Summer y Someone Like You, de Sarah Dessen.

## Sinopsis
Con 17 años de edad hay pocas cosas que apetezcan más que experimentar el amor en toda su extensión. Más si, como Halley Martin, tienes una madre, Lydia, amargada por la tramitación de su divorcio; un padre, Len, que se ha fugado con una jovencita; una hermana, Ashley, que está a punto de casarse; y una mejor amiga, Scarlett, que está loca por su primer novio formal. Así que Halley se propone no caer ante un romance de cuento de hadas y buscar el amor de verdad. Pero no va a ser una búsqueda fácil, sobre todo cuando aparece en su complicada vida Macon Forrester. Cuando la joven se da cuenta de que se está enamorando de él se verá obligada a afrontar sus miedos.

## Comentarios
Es una historia sobre el amor en sus más variadas formas dirigida por la británica Clarice Kilner (Janice Beard: 45 WPM) que cuenta con la también cantante Mandy Moore (¡Salvados!, Princesa por sorpresa) como Halley Martin. Y a la que acompañan Allison Janney (Las horas), Trent Ford (Gosford Park) y Alexandra Holden (¡Este cuerpo no es el mío!).